# Трка за Тунис
Трка за Тунис је била део кампање у Тунису која се одвијала током новембра и децембра 1942. године током Другог светског рата. Када је француски отпор савезничком искрцавању у операцији Бакља престао средином новембра, Савезници су брзо напредовали силом величине једне дивизије источно од Алжира, да би заузели Тунис и спречили јачање Осовине у Тунису, што је за длаку пропало.  Неке савезничке трупе биле су мање од 20 mi (32 km) (32 km) од Туниса до краја новембра, али су браниоци извели контра-напад и потисли их скоро 20 mi (32 km) (32 km), на позиције које су се стабилизовале до краја године.

## Позадина

### Савезници
Због близине Туниса Сицилији, савезници су очекивали да ће га Силе Осовине окупирати чим сазнају за Операцију Бакља. Да би се ово спречило, било би неопходно заузети Тунис што је брже могуће након искрцавања. Међутим, постојало је ограничење колико далеко на истоку може да се искрца операција Бакља због близине аеродрома Осовине на Сицилији и Сардинији, који су крајем октобра имали 298 немачких и 574 италијанских авиона. Алжир је према томе изабран за најисточније искрцавање. То би осигурало успех иницијалног искрцавања, упркос неизвесности о томе како би реаговале надлежне француске снаге. Када Алжир буде осигуран, мали одред, Источна борбена група, биће послата што брже у Тунис, у трци за окупацију Туниса, на удаљености од око 800 km далеко, дуж лоших путева, по тешком терену током зимске кишне сезоне, пре него што би снаге Осовине могле да се организују.
Међутим, савезнички планери су морали да претпоставе најгори случај у погледу обима Вишијевског отпора у Алжиру, а конвоји за инвазију били су натоварени углавном пешадијом у очекивању јаког отпора на копну. То је значило нужно одлагање искрцавања моторизованих снага у Алжиру за напредовање у Тунис. Планови су стога били компромис, а савезници су схватили да је покушај да се до Бизерте и Туниса дође пре него што се снаге Осовине утврде, представљао ризик који је зависио од способности морнарице и ваздухопловства да ометају појачања Осовине.

## Снаге Осовине
Савезници, иако су се обезбедили за могућност снажног отпора Вишија њиховом искрцавању, како у смислу пешадијских, тако и ваздушних снага, озбиљно су потценили одлучност Осовине и брзину интервенције у Тунису.
Када су операције започеле и упркос јасним извештајима обавештајних служби о реакцији Осовине, савезници су споро реаговали и тек скоро две недеље након искрцавања, направљени су планови за ваздушно и поморско пресецање транспорта Осовине у Тунис. Крајем новембра, поморски Одред К формиран је на Малти са три крстарице и четири разарача, а Одред Q формиран је у Бони са три крстарице и два разарача. Ниједан брод Осовине на путу за Тунис није потопљен у новембру, али савезничка морнарица имала је одређени успех почетком децембра, када потопила седам транспорта Осовине. Међутим, ово је било прекасно да би се одразило на борбе на копну, јер су оклопни елементи 10. Оклопне дивизије већ стигли. Да би се супротставили поморској претњи, конвоји Осовине су кренули по дану, када су могли да буду заштићени из ваздуха. Ноћни конвоји настављени су након продужења минских поља Осовине, која су озбиљно ограничила активности Одреда К и Одреда Q.

## Вишијевски Французи
Француски гувернер у Тунису, Адмирал Естева, плашио се да подржи савезнике или да се супротстави Осовини. Није затворио аеродром ниједној страни; Немци су стигли први, и до 9. новембра било је извештаја о 40 немачких авиона који су долазили у Тунис, а до 10. новембра извиђање из зрака пријавило је 100 авиона. Два дана касније, почео је ваздушни саобраћај који је превезао 15.000 људи и 581 тона залиха, а бродови су довезли 176 тенкова, 131 топова, 1.152 возила и 13.000 тона залиха. До краја месеца, стигле су три немачке дивизије, укључујући и 10. оклопну дивизију, и две италијанске пешадијске дивизије. Валтер Неринг примио је команду новоствореног немачког 90. корпуса 12. новембра и стигао је 17. новембра. Француски војни командант у Тунису, генерал Баре, пребацио је трупе у западне планине Туниса и формирао одбрамбену линију из Теберсука кроз Међез ел Баб.

## Увод

### Примирје са Вишијем
До 10. новембра, француски отпор искрцавању Операције Бакља је престао, створивши војни вакуум у Тунису. 9. новембра генерал-мајор Кенет Андерсон преузео је команду Источне борбене групе у Алжиру, која је преименована у Британска Прва армија, и одмах је послао 36. пешадијску бригаду на исток морским путем да заузме алжирске луке Бужи, Филипвил и Боне, и аеродром Ђеђели, као предуслов за напредовање у Тунис. Андерсон је морао брзо да пребаци своју малу војску на исток, пре него што би Осовина могла да ојача Тунис, али су савезници имали само две пешадијске бригаде (36. и 11.) из британске 78. пешадијске дивизије (генерал-мајор Вивијен Евели), један оклопни одред (Blade Force), који се састојао од једног пука из британске 6. оклопне дивизије и једног батаљона из америчке 1. оклопне дивизије, и нешто додатне артиљерије за напад.

## План
Два друма, северни и јужни, водила су источно из Алжира у Тунис. План савезника био је да напредују дуж оба друма и заузму Бизерту и Тунис. Дана 11. новембра, британска 36. пешадијска бригада је пристала без отпора у Бужију, али недостатак залиха је одложио долазак у Ђеђели до 13. новембра. Аеродром Боне је био окупиран искакањем америчког 3. батаљона падобранца, а затим је 12. новембра британска 6. чета командоса заузела луку. Претходница 36. пешадијске бригаде је 15. новембра стигла у Тебарку, а у Џебел Абиод 18. новембра, где су срели снаге Осовине. Даље на југ, 15. новембра, амерички падобрански батаљон је неометано искочио у Јукс-ле-Баину, заузео је аеродром и кренуо на аеродром у Гафси 17. новембра.
Дана 19. новембра немачки командант, Валтер Неринг, затражио је пролазак за своје снаге преко моста у Међезу, а Баре је одбио. Немци су напали два пута и били одбијени, али је одбрамбени успех Француза био скуп и без оклопних возила и артиљерије, били су принуђени да повуку. Иако су неке француске јединице, као што је Бареова, прешле на страну Савезника, положај Вишијевих снага је остао неизвесан до 22. новембра, када је Северноафрички споразум (са адмиралом Дарланом) ставио је француску Северну Африку на савезничку страну, што је допустило снагама савезничких гарнизона да крену напред на фронт. До овог тренутка, снаге Осовине су успеле да формирају корпус, и биле су бројније од Савезника у сваком погледу.

## Битка

### Савезнички напад
Две савезничке колоне (са по једном бригадом) су кренуле према Џебел Абиоду и Беји, под сталним нападима "Луфтвафе", који је имао локалну надмоћ у ваздуху, пошто су авиони Савезника морали да лете из релативно удаљених база у Алжиру. На северном друму, водећи елементи британске 36. бригаде брзо су напредовали до 17. новембра, када су се сукобилиса комбинованим немачким одредом од 17 тенкова и 400 падобранаца са самоходном артиљеријом у Џебел Абиоду. Британци су уништили 11 тенкова, али без тенковске подршке, њихово напредовање је задржано пуних девет дана. Тенкови италијанске 50. бригаде 22. новембра су присилили америчке падобранце да напусте Гафсу. Две савезничке колоне концентрисале су се на Џебел Абиод и Беју, припремајући се за напад 24. новембра. Британска 36. бригада је требало да напредује од Џебел Абиода према Матеру, а 11. бригада да се крене долином реке Мерђерде да заузме Мајаз ал Баб (приказан на картама савезника као Међез ел Баб или само Међез), а потом до Тебурба, Џедеида и Туниса. Савезничка оклопна група ( Blade Force ), имала је да удари ван друма на мање путеве у простору између две пешадијске бригаде према Сиди Нсиру и изврши бочне нападе на Тербурб и Џедеиду.
Напад на северу је отказан, јер је бујна киша успорила прикупљање. На југу, 11. бригада је заустављена отпором у Међезу. Савезнички тенковски одред је прошао кроз Сиди Нсир да би стигао до пролаза Човигви, северно од Тербурбе; део савезничких тенкова (једна чета 1. оклопне дивизије САД, наоружана лаким тенковима Стјуарт) инфилтрирао се иза линија Осовине до ново активиране ваздушне базе у Џедеиди у поподневним сатима и уништио више од 20 авиона Осовине, али без пешадијске подршке, повукао се у Човигви. Напад савезничких тенкова је изненадио Неринга и одлучио је да се повуче из Међеза и ојача Џедеиду, само 30 km од Туниса. Одложени напад британске 36. бригаде започео је 26. новембра, али су код Јефне пали у заседу немачких падобранаца, који су запосели узвишице са обе стране друма, и водећи батаљон је изгубио 149 људи. Даљи напади били су одбијени од вешто организоване одбране. Додатно искрцавање командоса 14 mi (23 km) западно од Бизерте 30. новембра у покушају да се заобиђе положај Јефна није успело, а јединица се вратила у 36. бригаду до 3. децембра. Тај положај је остао у немачким рукама до последњих дана борбе у Тунису следећег пролећа.

## Немачко повлачење
Ујутро 26. новембра, пошто су се Немци повукли, 11. бригада је ушла у Међез без отпора и до ноћи је заузела положаје у Тебоурби и околини, коју су Немци напустили, припремајући се за напредовање на Џедеиду. Сутрадан, Немци су напали наневши губитке Савезницима од 137 људи и заробивши 286. 11. бригада је поново напала 28. новембра према аеродрому Џедеида уз помоћ америчких тенкова: напад је пропао, а америчка борбена команда Б (из 1. америчке оклопне дивизије) изгубила је 19 тенкова од противтенковских топова у уличним борбама. Дана 29. новембра, борбена команда Б се сконцентрисала за напад у садејству са савезничким тенковским одредом (Blade Force), планиран за 2. децембар. Они су били спречени контранападом Осовине, који је предводио генерал-мајор Волфганг Фишер, чија је 10. оклопна дивизија управо стигла у Тунис.До вечери 2. децембра, савезнички тенковски одред је повучен, остављајући 11. бригаду и борбену команду Б да се бране од напада Осовине. Напад је претио да ће пресећи 11. бригаду и пробити се у позадину Савезника, али очајничке борбе током четири дана одложиле су напредовање Осовине и дозволиле контролисано повлачење на узвишице на обе стране реке западно од Тербоурбе.

## Касније операције
Савезничке снаге су на почетку повукле отприлике 6 mi (9,7 km) на високе положаје брда Лонгстеп (Џебел ел Ахмера) и Боу Аовказа са обе стране реке, али је забринутост због рањивости на обилазне (бочне) нападе довела до даљег повлачења на запад, тако да су до вечери 10. децембра, Савезничке јединице држале одбрамбену линију источно од Међез ел Баб. Овде су почели да прикупљају снаге за још један напад и били су спремни до краја децембра 1942. Споро прикупљање снага довело је савезничку војску до укупно 54.000 британских, 73.800 америчких и 7.000 француских војника. Хитан обавештајни извештај приказао је око 125.000 борбених и 70.000 помоћних трупа, углавном италијанских, испред њих. Главни савезнички напад почео је поподне 22. децембра. Упркос киши и недовољној ваздушној подршци, почело је напредовање уз доње падине 270 м високог брда Лонгстоп, које је контролисало речни коридор од Међеза до Тебурбе и одатле до Туниса. После три дана борбе на терену, са мало муниције и снагама Осовине које су држале суседне узвишице, положај на брду Лонгстоп је постао неодржив и савезници су били присиљени да се повуку у Међез, а до 26. децембра 1942. савезници су се повукли на линију са које су кренули две недеље раније, након што је претрпели 20.743 губитака.

## Политика Француза
Док су се борбе окончале, фракционизам између Француза поново је избио. Дана 24. децембра, Франсоа Дарлан је убијен и Анри Жиро наследио га је као високи комесар. На огорчење Слободних Француза, влада Сједињених Америчких Држава показала је знатну спремност да се договори са Дарланом и Вишијевцима. Сходно томе, Дарланова смрт је представљала прилику за уједињење Француза у Северној Африци и Слободне Француске Шарла де Гола. Де Гол и Жиро су се састали крајем јануара, али је постигнут мали напредак у помирењу њихових разлика или странака које су представљали.Тек јуна 1943. године формиран је Француски комитет за национално ослобођење (ФКНО) под заједничким председништвом Жироа и Де Гола, када је Де Гол брзо засенио Жироа, који отворено није волео политичку одговорност и од тада се са мање или више воље покоравао вођи Слободне Француске.

## Промене у команди
Неринг, кога је већина сматрала одличним командантом, непрестано је љутио своје надређене отвореним критикама и био је "замењен" када је команда преименована у 5. оклопну армију и генерал-пуковник Ханс-Јурген фон Арним стигао у Тунис ненајављен 8. децембра, да преузме команду. Војска се састојала од композитне пешадијске дивизије фон Брок/фон Мантојфел]] у области Бизерте, 10. оклопне дивизије у центру испред Туниса и 1. планинске пешадијске дивизије "Суперга" на јужном крилу, али је Хитлер рекао Арниму да ће војска порасти на три механизоване и три моторизоване дивизије. Савезници су покушали да спрече да се снаге Осовине ојачају, користећи знатне ваздушне и поморске снаге, али су Тунис и Бизерта били само 120 ми од пристаништа и аеродрома западне Сицилије, 180 ми од Палерма и 300 ми од Напуља, чинећи веома тешким пресретање конвоја Осовине који су имали користи од значајне заштите из ваздуха. Од средине новембра 1942. до јануара 1943. године у Тунис је стигло 243.000 људи и 856.000 тона залиха и опреме.
Генерал Ајзенхауер је пребацио нове јединице из Марока и Алжира на исток у Тунис. На северу, британска Прва армија у наредна три месеца добила је још три британске дивизије: 1., 4. и 46. пешадијску дивизију, које су се придружиле 6. оклопној и 78. пешадијској дивизији. Крајем марта штаб британског 9. корпуса (Генерал-пуковник Џон Крокер) стигао је да се придружи британском 5. корпусу (генерал-потпуковник Чарлс Алфри) у командовању ојачаном војском. На њиховом десном крилу основан је дводивизијски француски 19. корпус (генерал Алфонс Јуин).
На југу је био II корпус (САД) (генерал-мајор Лојд Фредендал), који се састојао од 1. пешадијске дивизије и 34. пешадијске дивизије, и 1. оклопне дивизије (САД) (иако је 34. дивизија придружена Британцима 9. корпуса на северу). Жиро је одбио да стави француски 19. корпус под команду британске Прве армије, тако да су заједно са II америчким корпусом остали под командом Главног штаба савезничких војски. Нова истурена узлетишта за авионе су изграђена ради побољшања ваздушне подршке. Американци су такође започели базе у Алжиру и Тунису, како би формирали велику истурену базу у Макнасију, на источној ивици планина Атлас, добро позиционирану за одсецање немачке "Оклопне армије" на југу, од Туниса и немачке Пете оклопне армије на северу.